# Lodovico Bossi
Lodovico Bossi, talvolta citato anche come Ludovico (Porto Ceresio, ... – ...; fl. 1757-1775), è stato uno stuccatore italiano attivo in Germania.

## Biografia
Apparteneva a una famiglia di stuccatori il cui capostipite era lo zio Antonio Giuseppe Bossi e i fratelli minori Materno e Agostino, mentre del loro padre, Natale Bossi, non ci sono fonti. Nacque a Porto Ceresio mentre non esistono fonti sulla data e il luogo di morte. La sua prima presenza nota è in Germania alla corte del Ducato del Württemberg, nella prima parte degli anni 1750 con lo zio Antonio Giuseppe. Dal 1757 al 1759 eseguì delle decorazioni a Ludwigsburg per conto del duca. Dopo alcuni anni, nel 1762, divenne stuccatore della corte ducale, incarico che mantenne per i successivi sei anni. In questo periodo lavorò a diverse residenze del duca Carlo Eugenio, a Ludwigsburg e a Würzburg. Lavorò anche a Stoccarda e a Friburgo in Brisgovia dove fu rispettivamente nel 1772 e nel 1770. Lavorò spesso anche con i suoi fratelli minori.
Per quanto noto dalle fonti la sua attività si concluse nel 1775.